# Winter-Paralympics 2002/Teilnehmer (Polen)
| stlisierte Goldmedaille | stlisierte Silbermedaille | stlisierte Bronzemedaille |
| ----------------------- | ------------------------- | ------------------------- |
| 1                       | —                         | 2                         |

Polen nahm an den Winter-Paralympics 2002 in Salt Lake City mit 14 Sportlern teil. Polen gewann eine Gold- und zwei Bronzemedaillen. Es gab keine polnischen Teilnehmer am Sledge-Eishockey.

## Ski Alpin

### Männer
| Teilnehmer        | Wettbewerb          | Platzierung   |
| Ireneusz Słabicki | Riesenslalom, LW11  | nicht beendet |
| Ireneusz Słabicki | Slalom              | nicht beendet |
| Ireneusz Słabicki | Super-G, LW11       | 12.           |
| Łukasz Szeliga    | Riesenslalom, LW2   | 11.           |
| Łukasz Szeliga    | Slalom, LW2         | 13.           |
| Łukasz Szeliga    | Super-G, LW2        | 14.           |
| Piotr Marek       | Riesenslalom, LW6/8 | 11.           |
| Piotr Marek       | Slalom, LW6/8       | 12.           |
| Piotr Marek       | Super-G, LW6/8      | 12.           |
| Tomasz Gajos      | Riesenslalom, LW6/8 | nicht beendet |
| Tomasz Gajos      | Slalom, LW6/8       | 14.           |
| Tomasz Gajos      | Super-G, LW6/8      | 14.           |
| Tomasz Juszczak   | Riesenslalom, LW6/8 | nicht beendet |
| Tomasz Juszczak   | Slalom, LW6/8       | nicht beendet |
| Tomasz Juszczak   | Super-G, LW6/8      | 15.           |

### Frauen
| Teilnehmer    | Wettbewerb            | Platzierung |
| Agata Struzik | Riesenslalom, LW10-11 | 5.          |
| Agata Struzik | Slalom, LW10-12       | 5.          |
| Agata Struzik | Super-G, LW10-12      | 10.         |

## Ski Nordisch (Biathlon und Skilanglauf)

### Männer
| Teilnehmer     | Wettbewerb                              | Platzierung     |
| Wiesław Fiedor | Biathlon, 7,5 km, sitzend               | 4.              |
| Wiesław Fiedor | Langlauf, 10 km, sitzend, LW12          | 1.              |
| Wiesław Fiedor | Langlauf, 15 km, sitzend, LW10-12       | 10.             |
| Wiesław Fiedor | Langlauf, 5 km, sitzend, LW12           | 3.              |
| Piotr Kosewicz | Biathlon, 7,5 km, sitzend               | 23.             |
| Piotr Kosewicz | Langlauf, 10 km, sitzend, LW10          | 7.              |
| Piotr Kosewicz | Langlauf, 5 km, sitzend, LW10           | 7.              |
| Robert Wątor   | Biathlon, 7,5 km, sitzend               | disqualifiziert |
| Robert Wątor   | Langlauf, 10 km, sitzend, LW12          | 6.              |
| Robert Wątor   | Langlauf, 5 km, sitzend, LW12           | 16.             |
| Marcin Kos     | Langlauf, 10 km, freie Technik, LW5/9   | 4.              |
| Marcin Kos     | Langlauf, 20 km, freie Technik, stehend | nicht beendet   |
| Marcin Kos     | Langlauf, 5 km, klassisch, LW5-9        | 9.              |

### Frauen
| Teilnehmer                                         | Wettbewerb                               | Platzierung   |
| Beata Pomietlo                                     | Biathlon, 7,5 km, sitzend                | nicht beendet |
| Beata Pomietlo                                     | Langlauf, 2,5 km, sitzend                | 9.            |
| Beata Pomietlo                                     | Langlauf, 5 km, sitzend                  | 8.            |
| Bogumiła Kapłoniak                                 | Biathlon, 7,5 km, freie Technik, stehend | 3.            |
| Bogumiła Kapłoniak                                 | Langlauf, 10 km, freie Technik, stehend  | 6.            |
| Bogumiła Kapłoniak                                 | Langlauf, 15 km, freie Technik, stehend  | 6.            |
| Bogumiła Kapłoniak                                 | Langlauf, 5 km, klassische Technik       | 7.            |
| Grazyna Groń                                       | Biathlon, 7,5 km, freie Technik, stehend | 6.            |
| Grazyna Groń                                       | Langlauf, 10 km, freie Technik, stehend  | 8.            |
| Grazyna Groń                                       | Langlauf, 15 km, freie Technik, stehend  | 9.            |
| Grazyna Groń                                       | Langlauf, 5 km, klassische Technik       | 10.           |
| Katarzyna Rogowiec                                 | Langlauf, 10 km, freie Technik, stehend  | 9.            |
| Katarzyna Rogowiec                                 | Langlauf, 5 km, klassische Technik       | 4.            |
| Bogumiła Kapłoniak Grazyna Groń Katarzyna Rogowiec | Langlaufstaffel, 3 × 2,5 km, offen       | OVL           |